# Codex Iuris Canonici

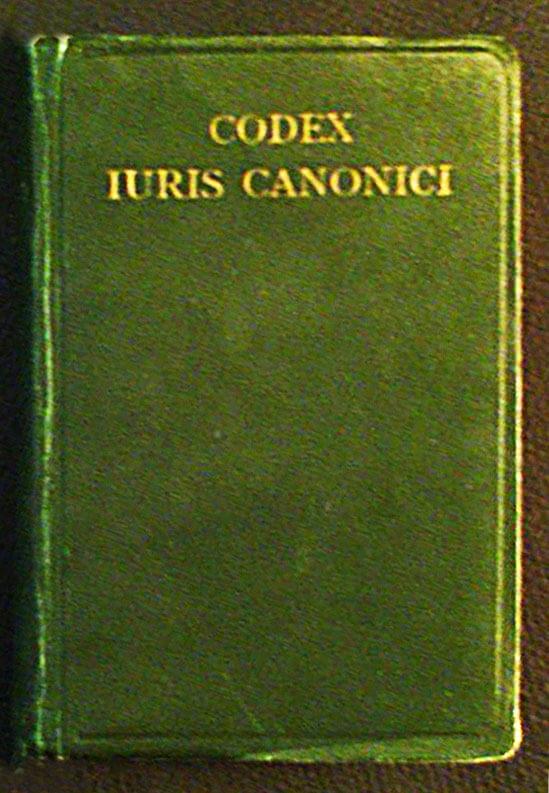
Een uitgave van de Codex van 1917

De Codex Iuris Canonici  (Codex van Canoniek recht, afgekort CIC) is het wetboek van de Rooms-Katholieke Kerk, geldend voor de gehele Latijnse Kerk. Voor de oosters-katholieke kerken bestaat een eigen codex, te weten de Codex Canonum Ecclesiarum Orientalium.
De authentieke tekst is in het Kerklatijn. De Nederlandse vertaling is door de Nederlandse Bisschoppenconferentie en de Belgische Bisschoppenconferentie goedgekeurd.
Het huidige wetboek werd na grondige herziening uitgegeven in 1983 onder paus Johannes Paulus II. Hij rondde daarmee een herzieningsproces af dat onder zijn voorganger, paus Paulus VI, was begonnen. De uitkomsten van het Tweede Vaticaans Concilie zijn in deze tekst verwerkt. De tekst van 1983 verving die van 1917 die werd gepromulgeerd door paus Benedictus XV. 
Een artikel heet een canon (afgekort can.), meervoud canones (afgekort cann.).

## Inhoud van de Codex van 1983
- Boek I - Algemene normen - canones 1-203
  - Titel I Kerkelijke wetten 7-22
  - Titel II Gewoonte 23-28
  - Titel III Algemene decreten en instructies 29-34
  - Titel IV Administratieve beschikkingen voor afzonderlijke gevallen 35-93
  - Titel V Statuten en reglementen 94-95
  - Titel VI Fysieke personen en rechtspersonen 96-123
  - Titel VII Rechtshandelingen 124-128
  - Titel VIII Bestuursmacht 129-144
  - Titel IX Kerkelijke ambten 145-196
  - Titel X Verjaring 197-199
  - Titel XI Tijdberekening 200-203
- Boek II - Volk Gods - canones 204-746
  - Deel I - Christengelovigen - canones 204-329 
    - Titel I Verplichtingen en rechten van alle christengelovigen 208-223
    - Titel II Verplichtingen en rechten van christengelovigen-leken 224-231
    - Titel III Gewijde bedienaren of clerici 232-293
    - Titel IV Personele prelaturen 294-297
    - Titel V Verenigingen van christengelovigen 298-329

  - Deel II - Hiërarchische indeling van de Kerk - canones 330-572 
    - Afdeling I Hoogste gezag van de Kerk 330-367
    - Afdeling II Particuliere kerken en groeperingen ervan 368-572

  - Deel III - Instituten van gewijd leven en sociëteiten van apostolisch leven- canones 573-746
    - Afdeling I Instituten van gewijd leven 573-730
    - Afdeling II Sociëteiten van apostolisch leven 731-746
- Boek III - Verkondigingstaak - canones 747-833 
  - Inleiding 747-755, behandelt o.m. ketterij, apostasie en schisma (cann. 751)
  - Titel I Bediening van het Woord Gods 756-780
  - Titel II Missie-activiteit van de kerk 781-792
  - Titel III katholieke opvoeding 793-821
  - Titel IV Sociale communicatiemiddelen en in het bijzonder boeken 822-832
  - Titel V Geloofsbelijdenis 833
- Boek IV - Heiligingstaak - canones 834-1253 
  - Deel I Sacramenten 840-1165
    - Titel I Doopsel 849-878
    - Titel II Sacrament van het vormsel 879-896
    - Titel III Allerheiligste Eucharistie 897-958
    - Titel IV Boetesacrament 959-997
    - Titel V Sacrament van de ziekenzalving 998-1007
    - Titel VI Wijding 1008-1054
    - Titel VII Huwelijk 1055-1165

  - Deel II Overige handelingen van goddelijke eredienst 1166-1204
    - Titel I Sacramentaliën 1166-1172
    - Titel II Liturgie der getijden 1173-1175
    - Titel III Kerkelijke uitvaart 1176-1185
    - Titel IV Verering van heiligen, van heilige afbeeldingen en relikwieën 1186-1190

  - Titel V Geloften en eed 1191-1204
  - Deel III Gewijde plaatsen en heilige tijden 1205-1253
    - Titel I Gewijde plaatsen 1205-1243
    - Titel II Heilige tijden 1244-1253
- Boek V - Tijdelijke goederen - canones 1254-1310 
  - Titel I Verwerving van goederen 1259-1272
  - Titel II Beheer van goederen 1273-1289
  - Titel III Contracten en vooral vervreemding 1290-1298
  - Titel IV Vrome wilsbeschikking in het algemeen en vrome stichtingen 1299-1310
- Boek VI - Sancties - canones 1311-1399 
  - Deel I Misdrijven en straffen in het algemeen 1311-1363
  - Deel II Straffen voor afzonderlijke misdrijven 1364-1399
- Boek VII - Processen - canones 1400-1752
  - Deel I Gedingen in het algemeen 1400-1500
  - Deel II Contentieus geding 1501-1670
  - Deel III Bepaalde bijzondere processen 1671-1716
  - Deel IV Strafproces 1717-1731
  - Deel V Procedure bij administratief beroep en bij verwijdering of verplaatsing van pastoors 1732-1752